# Herderen
Herderen est une section de la commune belge de Riemst située en Région flamande dans la province de Limbourg. C'était une commune à part entière avant la fusion des communes de 1977.

## Toponymie
Hirtheren (1096), Herdene (1140), Herdinis (1176), Herdines (1178-81), Herdenen (1206)

## Démographie

### Évolution démographique
- Sources : INS, Rem. : 1831 jusqu'en 1970 = recensements, 1976 = nombre d'habitants au 31 décembre[3].